# Isabelle Flaten
 (novembre 2019).
Œuvres principales
Adelphe (2019)
Isabelle Flaten, née en 1957 à Strasbourg, est une écrivaine de langue française.

## Biographie
En 1995, Isabelle Flaten vit un temps à Prague, avant de s'y réinstaller au début des années 2000. La capitale tchèque sert de cadre à l'intrigue des Deux mariages de Lenka, paru en 2020 chez Le Réalgar. Elle vit aujourd'hui à Nancy.
En 2019, Isabelle Flaten reçoit le prix Erckmann-Chatrian pour son roman Adelphe, l'histoire d'un pasteur qui voit sa vie et celle de ses paroissiens bouleversée à la lecture du prix Goncourt de 1920, Nêne d'Ernest Pérochon.
En 2023, elle publie Un honnête homme, dans lequel elle relit l'histoire de Madame Bovary du point de vue de son mari, Charles.

## Œuvres

### Romans et récits
- L'Imposture (avec Anne Gallet), éditions La Dernière goutte, 2008  (ISBN 978-2-9530540-0-2).
- Les Noces incertaines, éditions Le Réalgar, 2014  (ISBN 979-10-91365-11-6).
- Chagrins d'argent, éditions Le Réalgar, 2016  (ISBN 979-10-91365-22-2).
- Bavards comme un fjord, éditions Le Réalgar, 2017  (ISBN 979-10-91365-48-2).
- Adelphe, Le Nouvel Attila, 2019  (ISBN 978-2-37100-082-7).
- Les Deux mariages de Lenka, éditions Le Réalgar 2020  (ISBN 978-2-491560-06-5).
- La Folie de ma mère, éditions Le Nouvel Attila, 2021  (ISBN 978-2-37100-101-5).
- Triste Boomer, éditions Le Nouvel Attila, 2022  (ISBN 978-2-49321-300-6).
- Un honnête homme, éditions Anne Carrière, 2023  (ISBN 978-2-3808-2287-8).
- Inféodée,éditions Anne Carrière, 2024  (ISBN 9782380823257).

### Nouvelles et récits courts
- Les Empêchements, éditions La Dernière goutte, 2012  (ISBN 978-2-918619-08-6).
- Se taire ou pas, éditions Le Réalgar, 2015  (ISBN 979-10-91365-16-1).
- Lettre ouverte à un vieux crétin incapable d'écraser une limace, Le Réalgar, 2016  (ISBN 979-10-91365-24-6).
- Ainsi sont-ils, éditions Le Réalgar, 2018  (ISBN 979-10-91365-63-5).

## Distinctions
- Prix Erckmann-Chatrian 2019, pour Adelphe[3].